# Kalcyfil

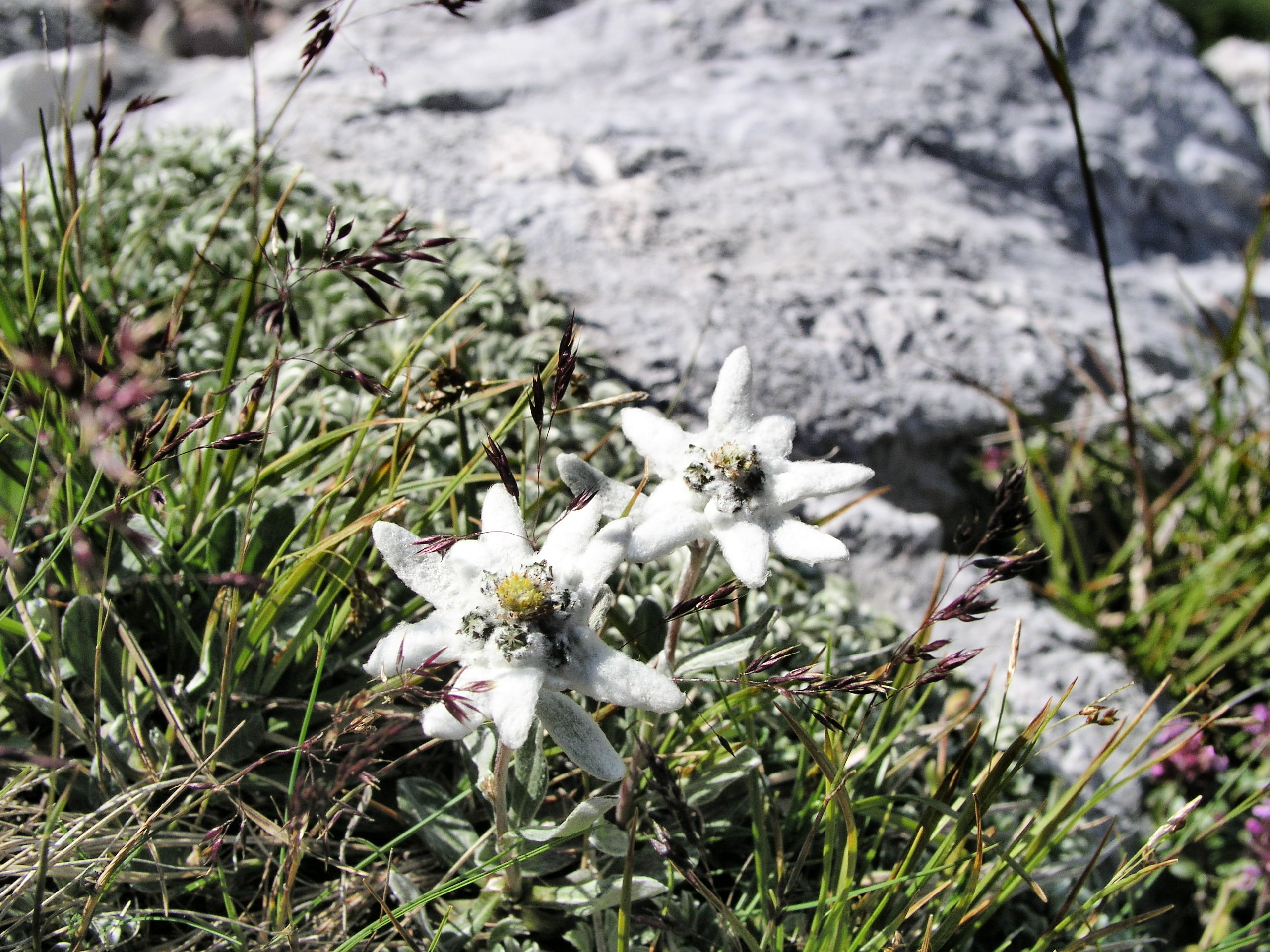
Szarotka alpejska jest kalcifilem

Kalcyfil (łac. calcis wapno, gr. phileo) lub organizm wapieniolubny – organizm dobrze rozwijający się w środowiskach  bogatych w związki wapnia, o odczynie zasadowym znacznie powyżej 8. Należące do tej grupy rośliny noszą nazwę roślin wapieniolubnych lub kalcyfitów. Są to np. dębik ośmiopłatkowy czy szarotka alpejska.
Zobacz też
acydofoby, acydofile, kalcyfoby